# Nevado del Tolima
El Nevado del Tolima (también conocido como la montaña Dulima desde antes de la conquista por los nativos indígenas) es un volcán localizado en la Cordillera Central de los Andes de Colombia, en jurisdicción de los municipios tolimenses de Anzoátegui e Ibagué. Junto con los volcanes Nevado de Santa Isabel, Nevado del Ruiz, Paramillo de Santa Rosa, Paramillo del Quindío y Paramillo el Cisne, hace parte del área protegida del parque nacional natural Los Nevados.
Este volcán activo es llamativo por su forma cónica que se asemeja al volcán Cotopaxi en Ecuador (e incluso es más exigente que aquel, debido al mayor desnivel y el campamento en carpa que requiere su ascensión), que culmina con un pequeño glaciar en su única cumbre (Ideam, 2012). El Nevado del Tolima presenta un cono volcánico simétrico de alta pendiente, cuya cima alcanza los 5220 metros sobre el nivel del mar. Su morfología favorece un patrón de drenaje radial excéntrico, en el cual nacen importantes corrientes hídricas como los ríos Totare y Combeima, este último afluente del río Coello, que a su vez desemboca en el río Magdalena. Hacia las laderas cercanas a la cumbre es posible encontrar antiguos flujos de lava que se intercalan con pequeñas lenguas glaciares que bajan hasta los 4800 o 5000 metros de altitud.
De acuerdo con información actual proporcionada por el Sistema de Parques Nacionales Naturales de Colombia, el Nevado del Tolima cuenta en la actualidad con un casquete glaciar que abarca aproximadamente 2,8 km² y contiene un volumen estimado de 69 millones de metros cúbicos de hielo. Por consiguiente, este glaciar constituye un punto de interés tanto para los aficionados al montañismo como para quienes se dedican a la investigación ambiental, dado que se sitúa en la cima del volcán y puede observarse desde distintos sectores del Parque Nacional Natural de Los Nevados.
Por otra parte, en años previos se calculaba que la extensión glaciar del Nevado del Tolima era de 0,74 km² en 2010, según el análisis de imágenes satelitales RapidEye. Dicho valor representaba, en ese momento, el 2% del área glaciar total en Colombia. Asimismo, el estudio realizado por Ingeominas en 1998 indicó un espesor medio de 70 metros en la parte más elevada y plana del glaciar. Estas discrepancias podrían deberse, por un lado, a diferencias en las técnicas de medición empleadas, y por otro, a transformaciones reales en la masa glaciar originadas por procesos climáticos y geológicos.
Desde Bogotá y Soacha es visible en las localidades orientales y del sur, así como en los Cerros de Suba.
Es vigilado por el Servicio Geológico Colombiano a través del Observatorio Vulcanológico de Manizales, y se mantiene en nivel de alerta 4 o verde, que lo clasifica actualmente como un "volcán activo de comportamiento estable".
El Nevado del Tolima es una de las tres montañas más altas del complejo volcánico Ruiz-Tolima y la segunda masa glaciar más pequeña del país después del Santa Isabel. Cuenta con una única cumbre y está conformado por siete glaciares: Shimmer, Pijao, Totare, Kraus, Ambalá, Dulima, Combeima.
Ríos y quebradas provenientes del glaciar:
El volcán-nevado del Tolima con su estructura casi simétrica, posee un patrón radial de drenaje en la parte alta. El glaciar residual depositado sobre la cima sirve de alimentación a las cuencas de los ríos Totare, San Romualdo, Toche y Combeima. Este último siendo la principal fuente hidria del municipio de Ibagué. Todas estas corrientes drenan a la vertiente oriental de la cordillera Central, directamente al río Magdalena.

## Geología
La formación del Nevado del Tolima ocurrió sobre un basamento geológico de vulcanitas mio-pleistocénicas y rocas cristalinas. Su evolución geológica se divide en dos etapas durante el periodo Cuaternario: una fase inicial caldérica (Tolima antiguo), y una etapa posterior de construcción del cono actual (Tolima moderno). 
La arquitectura volcánica está compuesta principalmente por andesitas de dos piroxenos, depositadas tanto en erupciones explosivas (piroclastos, flujos de ceniza, bloques y escoria) como efusivas (lavas masivas y en bloques), acompañadas de lahares favorecidos por el casquete glaciar.
En los últimos 14 000 años el volcán ha presentado al menos dos grandes episodios eruptivos plinianos, cuyos penachos alcanzaron alturas de entre 10 y 18 km y dejaron extensos depósitos de piroclastos que aún representan amenaza para las poblaciones aledañas.
Entre los peligros volcánicos más relevantes están la caída de ceniza y bombas estos se encuentran lavas, tanto masivas como en bloques, depósitos de flujos piroclásticos de ceniza, bloques y escoria, así como depósitos originados por la caída de piroclastos.  La presencia de un casquete glaciar ha favorecido condiciones propicias para la formación de flujos de lodo (lahares). 

## Montañismo
El nevado del Tolima es reconocido por los montañistas colombianos y de todo el mundo, dada la dificultad en el ascenso, resultado de sus empinadas y escarpadas cumbres de lava que constituyen el cono volcánico.
El principal acceso al volcán se realiza partiendo desde la ciudad de Ibagué hasta el sector de El Silencio, pasando por los corregimientos de villa Restrepo, Pastales y Juntas. De allí en adelante se desprenden varios caminos que conducen hasta la cima.
La otra ruta de ascenso concurrida por los montañistas es la denominada ruta norte, la cual se toma desde el corregimiento de Juntas a mano derecha por donde desciende la quebrada las perlas, pasando por los sitios; termalito, estambúl y el alto de Nieves, donde se realiza un pequeño descenso hacia la escuela el Salto, continuando con el ascenso esta vez menos inclinado hacia el alto de boquerón e ingresando al páramo y al valle de los frailejones.
Esta ruta conduce de igual manera hacia los termales de Cañón a los 4000 MSNM aprox. Sitio ubicado en la base del nevado y donde se puede descansar, pernoctar y tomar un baño de aguas termales, póstumo a hacer el ataque a la cumbre que se encuentra a 7 horas aproximadas.

## Fuentes termales

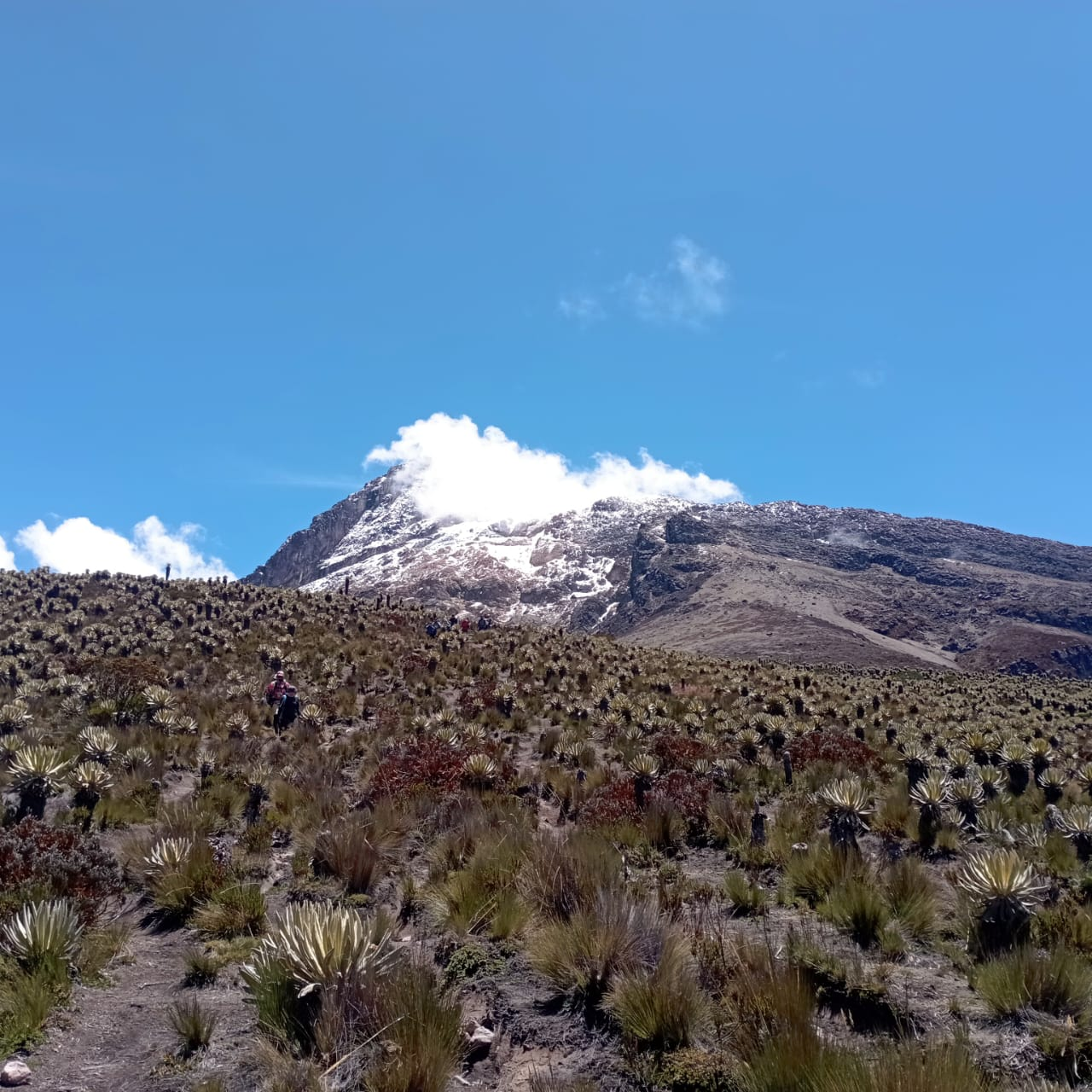
Nevado del Tolima. Paisaje de alta montaña con frailejones y visitantes.

## Monitoreo glaciar participativo

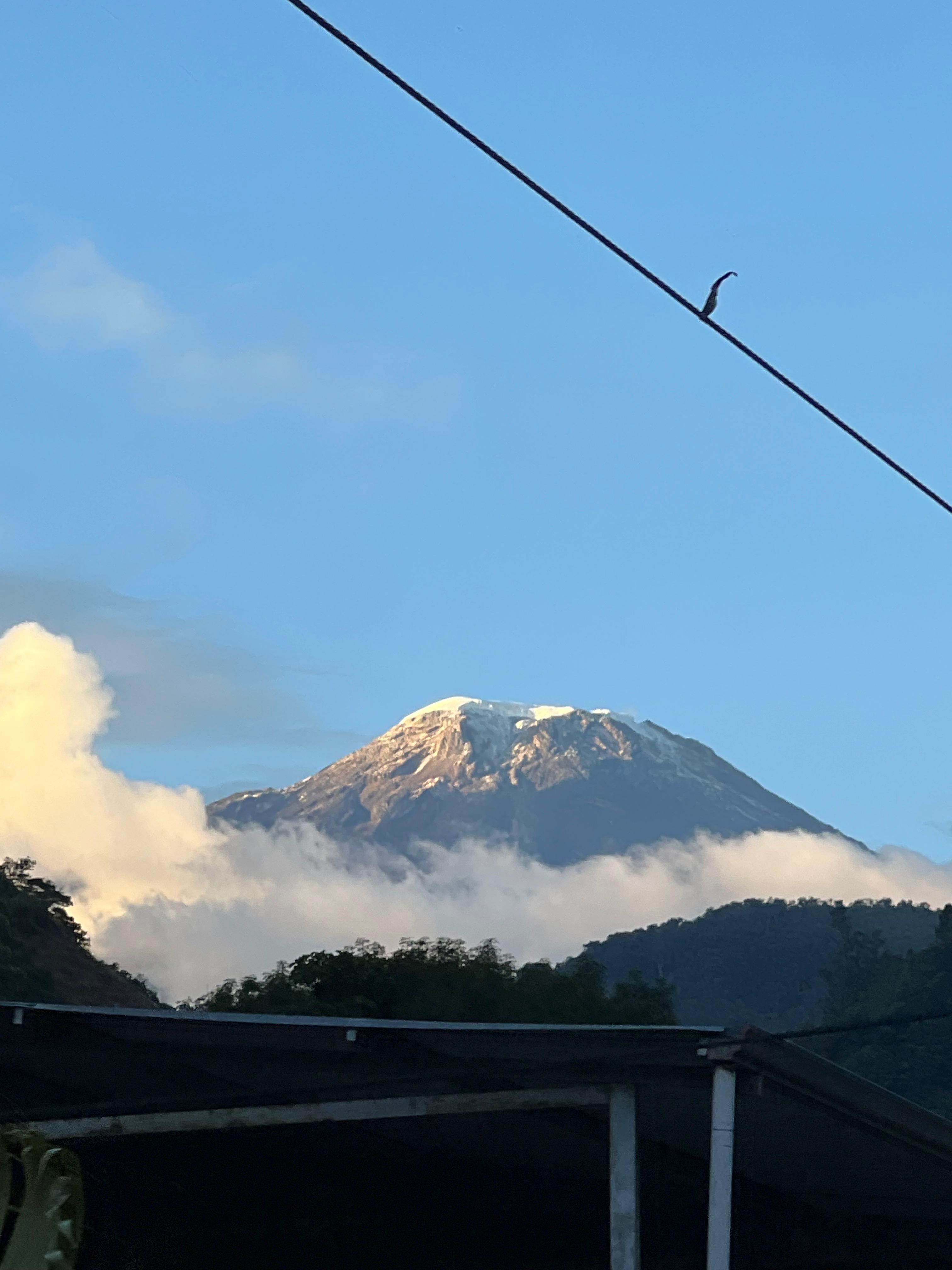
Nevado del Tolima

## Cobertura glaciar

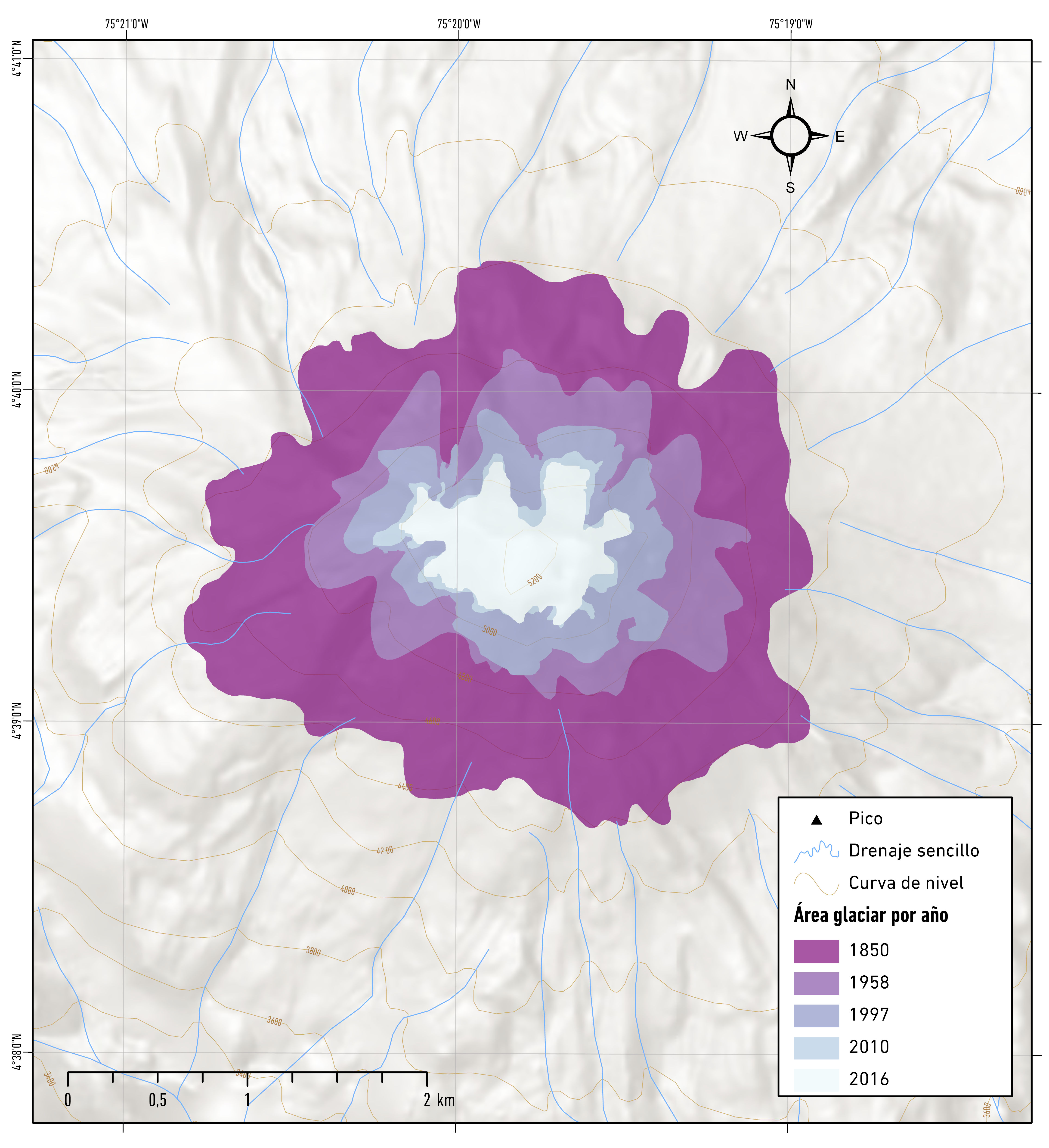
Dinámica glaciar Nevado Tolima 1850 - 2016

## Deshielo

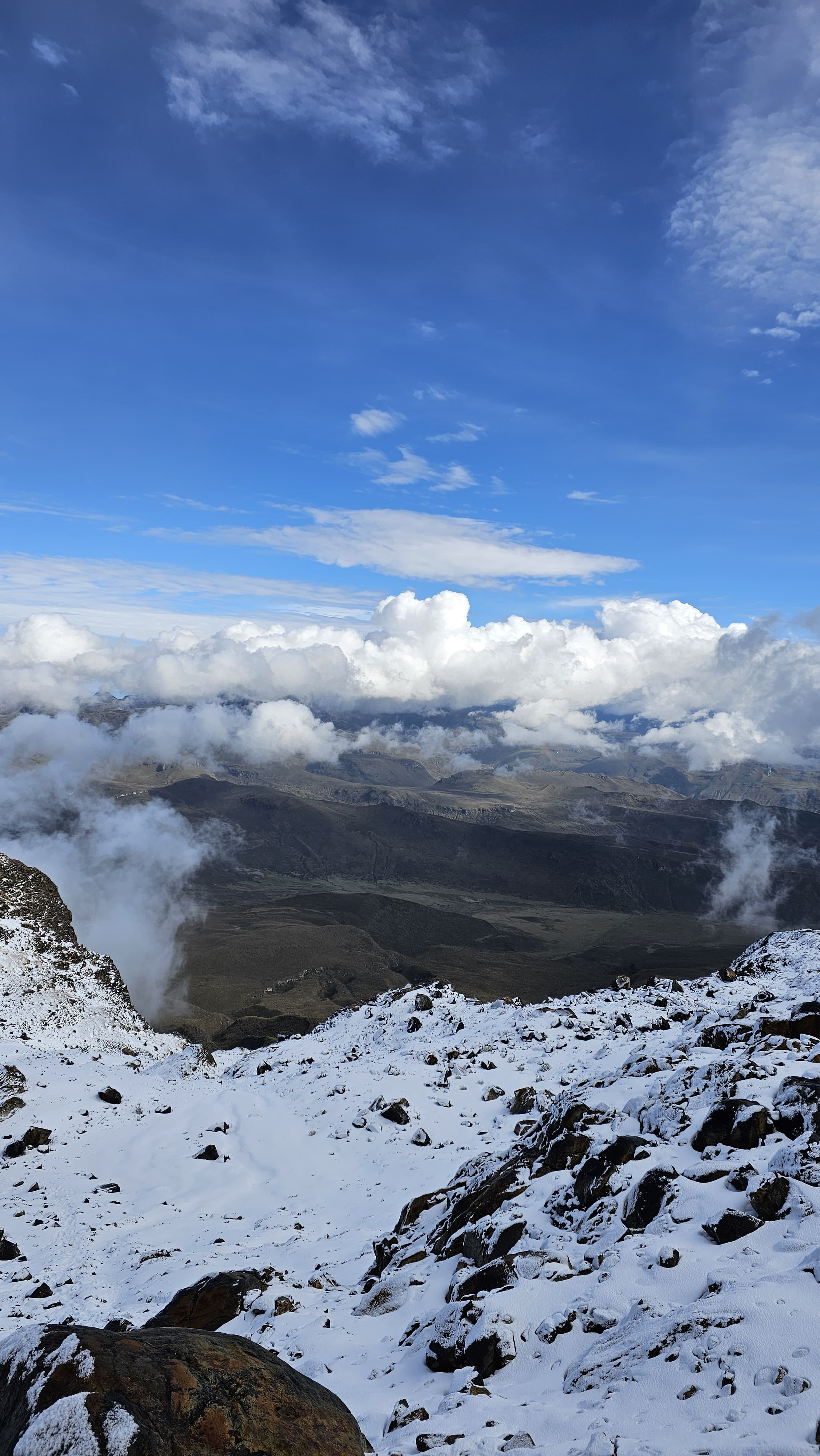
Cumbre Nevado del Tolima. Ubicado en el Parque Nacional Natural Los Nevados.

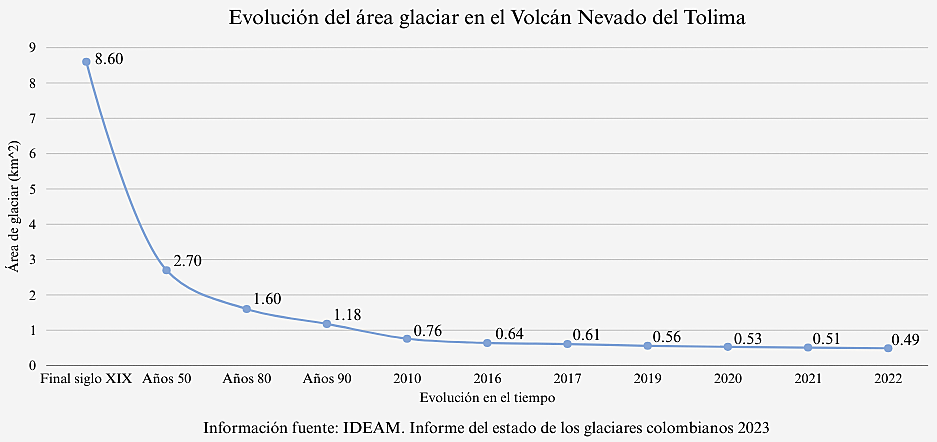
Evolución del área glaciar en el Volcán Nevado del Tolima

## Galería

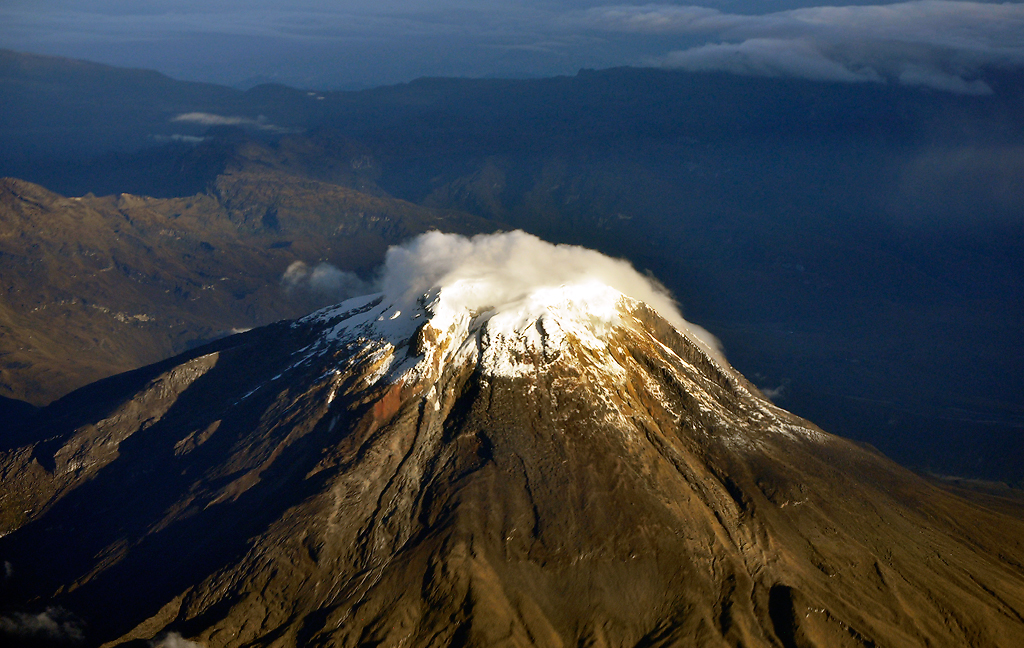
Fotografía aérea, 2012
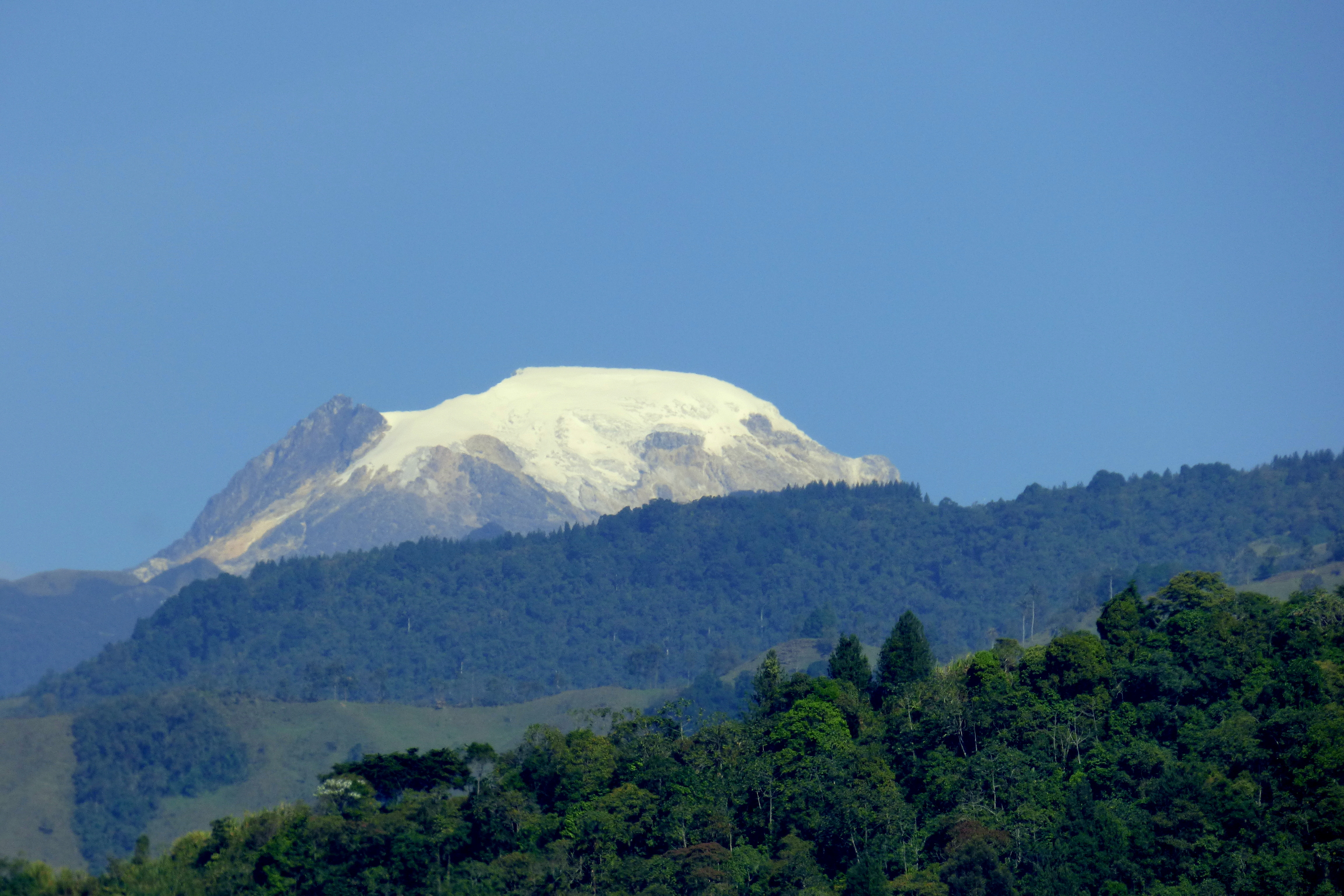
Nevado del Tolima 2015
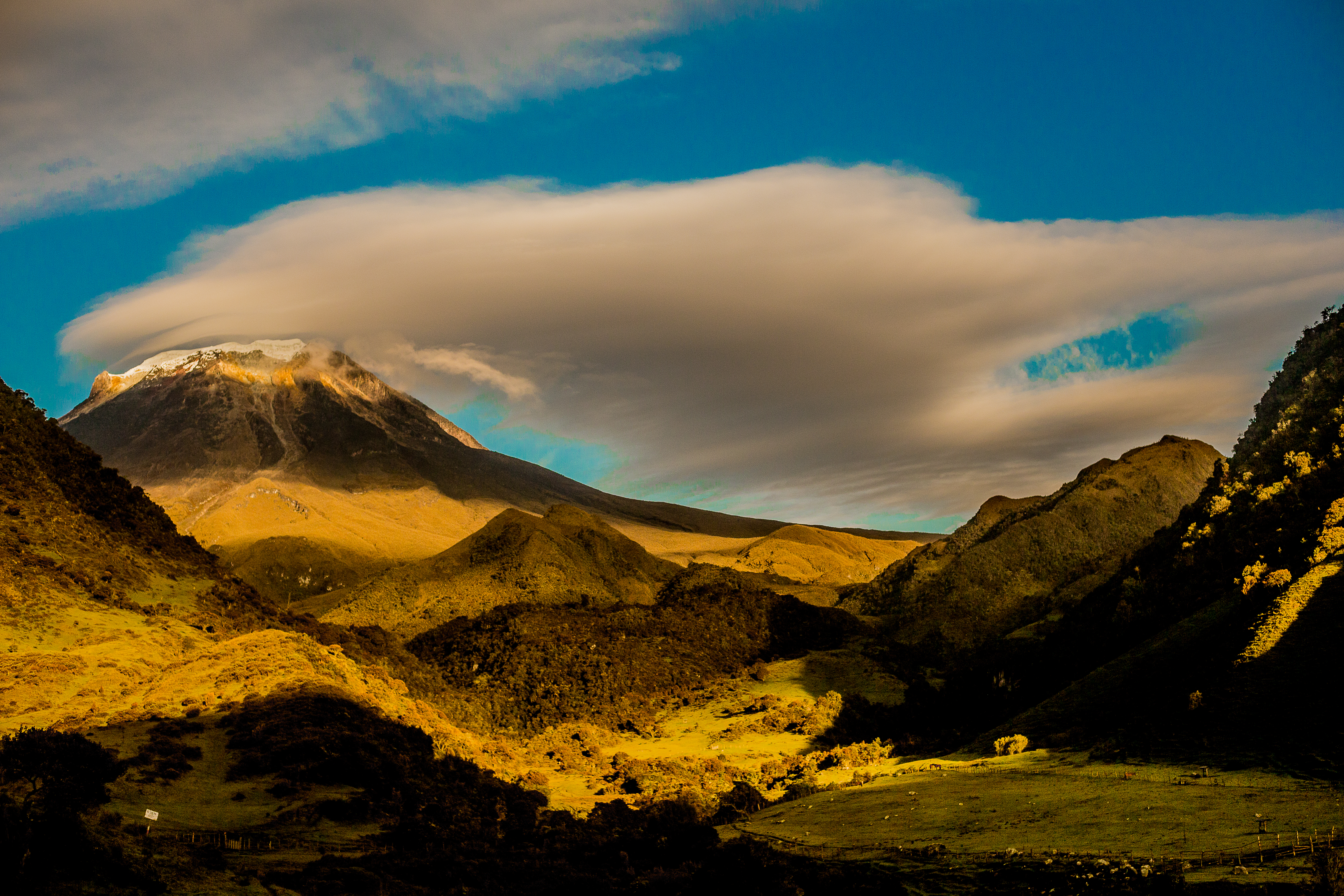
Cumbre del Nevado del Tolima en 2018
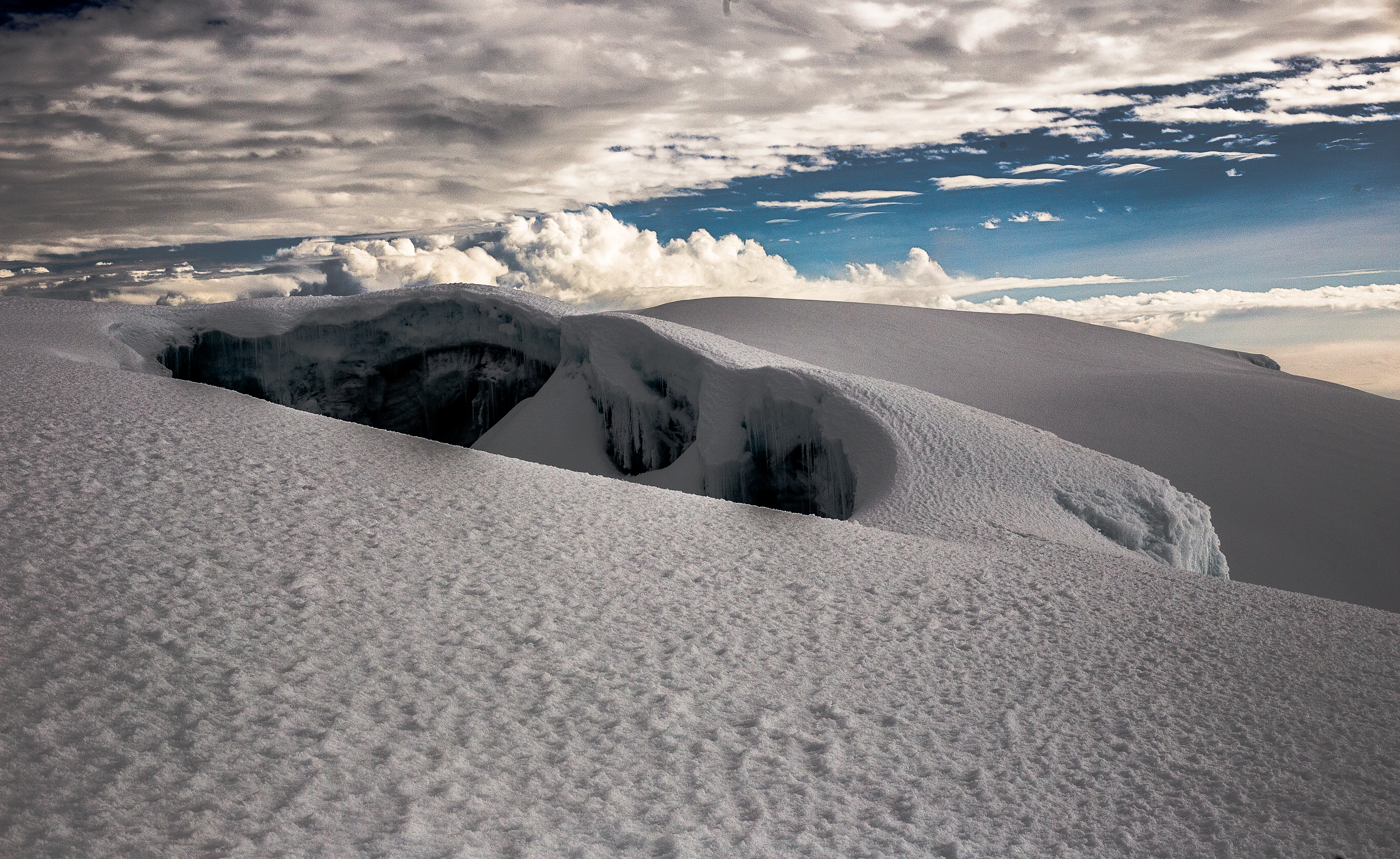
Glaciar del Nevado del Tolima en 2018
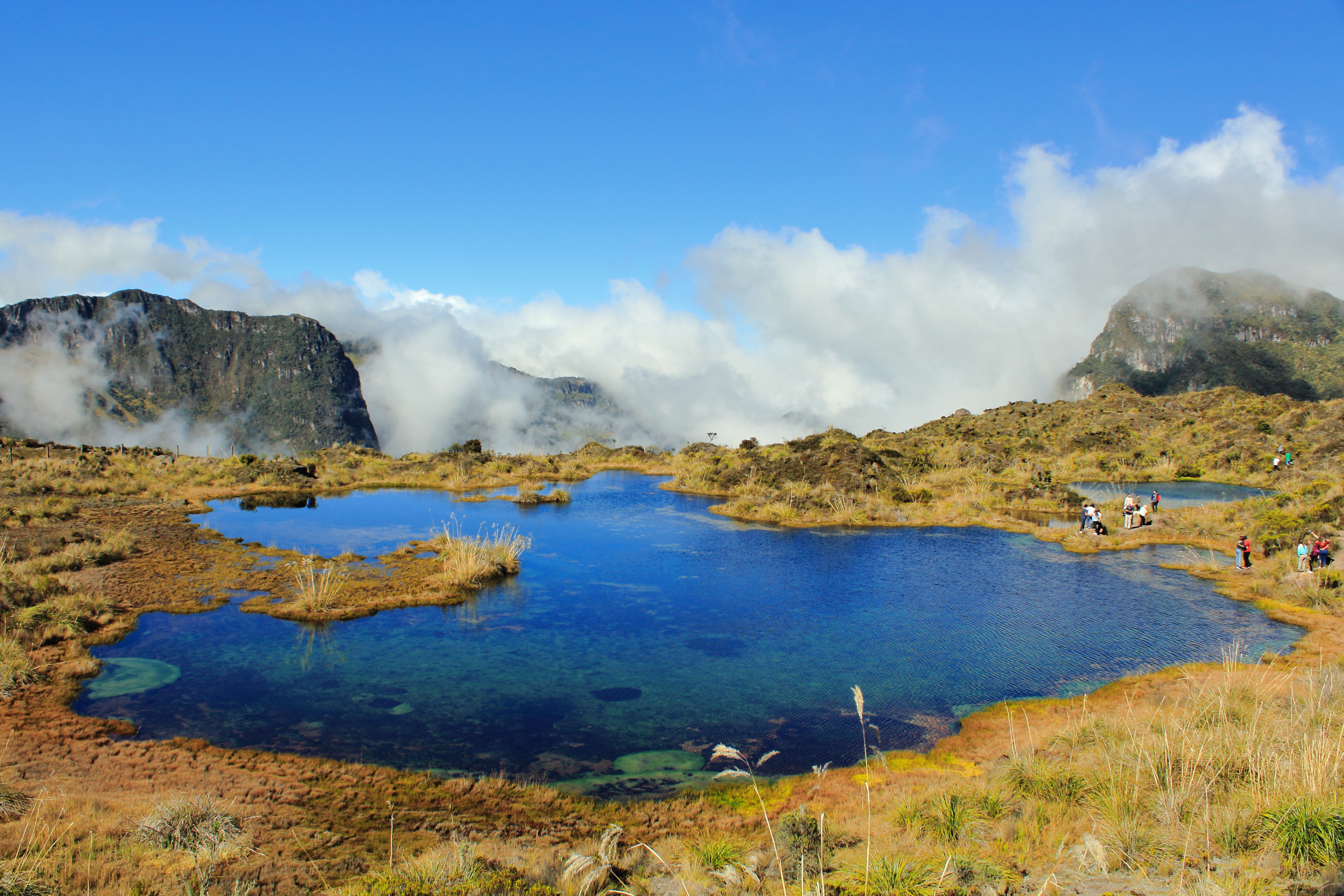
Laguna PNN los nevados
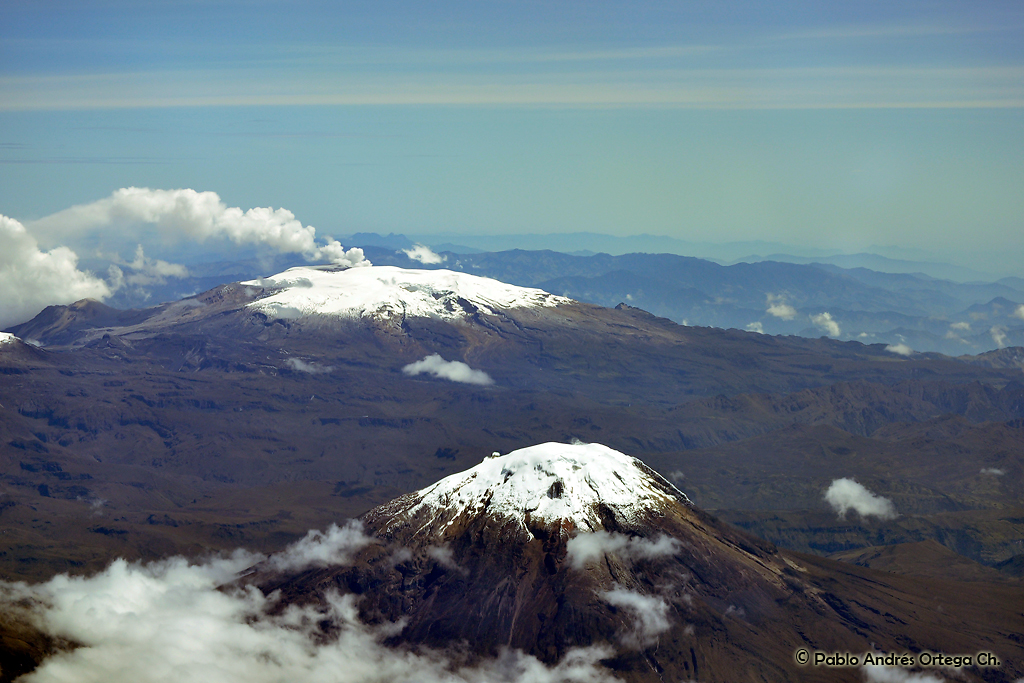
Nevado del Tolima y Ruíz